# Klugia albiseta
Klugia albiseta là một loài ruồi trong họ Tachinidae.